# Ровина (Букурешчи)
Ровина (рум. Rovina) насеље је у Румунији у округу Хунедоара у општини Букурешчи. Oпштина се налази на надморској висини од 400 m.

## Становништво
Према подацима из 2002. године у насељу је живело 209 становника, од којих су сви румунске националности.